# Liutgarda di Vermandois
Liutgarda (ca. 914 oppure prima del 925 – 9 febbraio 978 oppure dopo il 985) fu duchessa consorte di Normandia, dal 935 al 942, come moglie dello jarl dei Normanni e conte di Rouen, Guglielmo I detto Lungaspada (ca.905-942) e contessa consorte di Blois, dal 943 al 975, come moglie del conte di Blois, di Chartres, di Châteaudun, e di Tours, Tebaldo I detto il Truffatore (ca.910-975)).

## Origine
Secondo il monaco e scrittore normanno, Guglielmo di Jumièges (anche se non la nomina), era la figlia femmina (secondogenita) del conte di Vermandois, di Meaux, di Soissons e di Madrie e di Vexin, signore di Peronne, Senlis e San Quintino e futuro conte di Troyes, Erberto II (880 – 943) e di Adele (ca. 895- ca. 931), l'unica figlia del marchese di Neustria e futuro re di Francia, Roberto I, e di Adele del Maine, come è indicato nelle Europäische Stammtafeln, vol II, cap. 10 (non consultate). La Chronica Albrici Monachi Trium Fontium, citandoli nell'anno 920, conferma la parentela tra Erberto II e Roberto I.
Erberto II di Vermandois era figlio primogenito del conte di Vermandois, Erberto I (ca. 850 – 907) (nipote del Re d'Italia, Bernardo, a sua volta nipote di Carlo Magno) e della moglie Liutgarda o Berta de Morvois, di cui non si conoscono gli ascendenti

## Biografia
Suo padre Erberto II, che già, nel 927, si era alleato col duca di Normandia, Rollone, a cui aveva lasciato in ostaggio il suo primogenito, Eude, nel 935 circa diede in moglie Liutgarda al figlio di Rollone, Guglielmo detto Lungaspada, che, da due anni, era subentrato nel titolo al padre, come riporta nelle sue cronache, willelmi gemmetencis historiae, Guglielmo di Jumièges, precisando che il matrimonio fu celebrato dopo il matrimonio della sorella di Guglielmo I, Gerloc (910 circa - dopo il 969), ribattezzata Adele) di Normandia, con Guglielmo III, conte di Poitiers e duca d'Aquitania. Anche Rodolfo il Glabro cita il matrimonio quando riporta l'assassinio di Guglielmo Lungaspada, scrivendo che la moglie era la sorella del conte di Troyes, Erberto.
Nel dicembre del 942, come narra Rodolfo il Glabro, il marito Guglielmo fu ucciso a tradimento da Tebaldo, figlio del visconte di Blois e di Tours, Tebaldo il Vecchio e della sua prima moglie, di cui non si conoscono né il nome né gli ascendenti. Tebaldo, dopo l'omicidio si precipitò dal fratello di Liutgarda, Erberto, per chiedere la mano della vedova. Erberto chiamata a sé la sorella, la convinse ad accettare la proposta di Tebaldo.
Molto probabilmente, tra il 943 ed il 944, poco prima o subito dopo aver ereditato le viscontee di Blois e di Tours, Tebaldo sposò Liutgarda. Il matrimonio tra Tebaldo e la sorella di Erberto è confermato anche dal Liber Modernorum Regum Francorum.
Liutgarda compare, citata assieme al marito, Tebaldo in un documento di una donazione alla chiesa di San Pietro (Église Saint-Pierre de Chartres) di Chartres.
In un altro documento sempre della chiesa di San Pietro di Chartres inerente ad una donazione del 5 febbraio 978 per l'anima del marito, Teobaldo e del padre Erberto II, Liutgarda viene citata assieme ai figli, Ugo, arcivescovo di Bourges, Oddone I, conte di Blois e Emma, contessa di Poitiers.
Liutgarda compare ancora citata in due documenti di donazioni, uno del 980, ancora con i figli Ugo e Oddone ed un secondo del 985, col figlio Oddone.
Di Liutgarda non si conosce l'anno esatto della morte. il cartolario dell'obitorio della chiesa di Chartres riporta che morì il 14 novembre (XVIII Kal Dec), dopo il 978. Fu tumulata a Chartres nella chiesa di San Pietro (Église Saint-Pierre de Chartres).

## Figli
Liutgarda a Guglielmo non diede alcun figlio, come ci conferma Rodolfo il Glabro.
Mentre a Tebaldo I diede quattro o cinque figli:
- Tebaldo, come risulta da due documenti, uno del 957[16] ed il secondo del 960[16] (?-† ca. 962)
- Ugo[11] (?- 2 gennaio 986), Arcivescovo di Bourges[13]
- Oddone[11] (?-† 995), conte di Blois
- Emma (?-1003), sposando Guglielmo IV di Aquitania[18], divenne duchessa d'Aquitania e contessa di Poitiers[19].
- Ildegarda, che, in prime nozze, sposò il signore di Bray-sur-Seine, Burcardo († 987). Uno dei figli, Burcardo il Barbuto, divenne signore di Montmorency e dette così origine alla famiglia dei Montmorency. Mentre, in seconde nozze, sposò Ugo di Châteaudun

## Ascendenza
|                          |                  |                        | Genitori     |  |  | Nonni |  |  | Bisnonni               |  |  | Trisnonni         |  |
|                          |                  |                        |              |  |  |       |  |  | Pipino I di Vermandois |  |  | Bernardo d'Italia |  |
|                          |                  |                        |              |  |  |       |  |  | Pipino I di Vermandois |  |  | Bernardo d'Italia |  |
|                          |                  | Cunegonda              |              |  |  |       |  |  | Pipino I di Vermandois |  |  |                   |  |
| Erberto I di Vermandois  |                  |                        |              |  |  |       |  |  | Pipino I di Vermandois |  |  |                   |  |
|                          |                  | …                      | …            |  |  |       |  |  |                        |  |  |                   |  |
|                          |                  | …                      | …            |  |  |       |  |  |                        |  |  |                   |  |
|                          |                  | …                      | …            |  |  |       |  |  |                        |  |  |                   |  |
| Erberto II di Vermandois |                  | …                      |              |  |  |       |  |  |                        |  |  |                   |  |
|                          |                  | …                      | …            |  |  |       |  |  |                        |  |  |                   |  |
|                          |                  | …                      | …            |  |  |       |  |  |                        |  |  |                   |  |
|                          |                  | …                      | …            |  |  |       |  |  |                        |  |  |                   |  |
| Liutgarda di Morvois     |                  | …                      |              |  |  |       |  |  |                        |  |  |                   |  |
|                          |                  | …                      | …            |  |  |       |  |  |                        |  |  |                   |  |
|                          |                  | …                      | …            |  |  |       |  |  |                        |  |  |                   |  |
|                          |                  | …                      | …            |  |  |       |  |  |                        |  |  |                   |  |
| Liutgarda di Vermandois  |                  | …                      |              |  |  |       |  |  |                        |  |  |                   |  |
|                          | Roberto il Forte | Roberto III di Hesbaye |              |  |  |       |  |  |                        |  |  |                   |  |
|                          | Roberto il Forte | Roberto III di Hesbaye |              |  |  |       |  |  |                        |  |  |                   |  |
|                          | Roberto il Forte | Wiltrude di Orléans    |              |  |  |       |  |  |                        |  |  |                   |  |
| Roberto I di Francia     | Roberto il Forte |                        |              |  |  |       |  |  |                        |  |  |                   |  |
|                          |                  | Adelaide d'Alsazia     | Ugo di Tours |  |  |       |  |  |                        |  |  |                   |  |
|                          |                  | Adelaide d'Alsazia     | Ugo di Tours |  |  |       |  |  |                        |  |  |                   |  |
|                          |                  | Adelaide d'Alsazia     | Ava/Bava     |  |  |       |  |  |                        |  |  |                   |  |
| Adele di Neustria        |                  | Adelaide d'Alsazia     |              |  |  |       |  |  |                        |  |  |                   |  |
|                          |                  | …                      | …            |  |  |       |  |  |                        |  |  |                   |  |
|                          |                  | …                      | …            |  |  |       |  |  |                        |  |  |                   |  |
|                          |                  | …                      | …            |  |  |       |  |  |                        |  |  |                   |  |
| Adele del Maine          |                  | …                      |              |  |  |       |  |  |                        |  |  |                   |  |
|                          |                  | …                      | …            |  |  |       |  |  |                        |  |  |                   |  |
|                          |                  | …                      | …            |  |  |       |  |  |                        |  |  |                   |  |
|                          |                  | …                      | …            |  |  |       |  |  |                        |  |  |                   |  |
|                          |                  | …                      |              |  |  |       |  |  |                        |  |  |                   |  |

### Fonti primarie
- (LA)  Monumenta Germaniae Historica, Scriptores, tomus III.
- (LA)  Monumenta Germaniae Historica, Scriptores, tomus XXIII.
- (LA)  Rodulfus Glaber Cluniacensis: Historiarum Sui Temporis Libri Quinque.
- (LA)  Monumenta Germaniae Historica, Scriptores, tomus IX.
- (LA)  Cartoulaire de l'abbaye de Saint Pere de Chartres, tomus I.
- (LA)  Obituaires de Sens Tome II.
- (LA)  Histoire des ducs et des comtes de Champagne Tome I.
- (LA)  Cartoulaire de l'abbaye de Saint Pere de Chartres, tomus II.
- (LA)  Ademarus Engolismensis Historiarum.
- (LA)  Chronicon Santi Maxentii Pictavinis, Chroniques des Eglises d´Anjou.
- (LA)  Historiæ Normannorum Scriptores Antiqui.

### Letteratura storiografica
- Louis Halphen, Francia: gli ultimi Carolingi e l'ascesa di Ugo Capeto (888-987), in «Storia del mondo medievale», vol. II, 1999, pp. 636–661